# 凯拉·杰斐逊
凯拉·杰斐逊（英語：Kyra Jefferson，1994年9月23日—），美国女子田径运动员，主攻短跑。她曾代表美国参加2015年泛美运动会田径比赛，获得女子4×400米接力金牌和女子200米银牌。